# E Agora? Lembra-me
E Agora? Lembra-me é um documentário autobiográfico português de 2013, realizado por Joaquim Pinto.
O filme foi escolhido para representar Portugal na competição de Óscar de melhor filme estrangeiro da edição de 2015.

## Sinopse
Narra a história do próprio Joaquim Pinto, ao longo de vinte anos e da vivência com a SIDA e a hepatite C, através de apontamentos variados sobre ensaios clínicos com drogas tóxicas, memórias e o amor.

## Elenco
- Joaquim Pinto
- Nuno Leonel